# 성주향교 대성전 및 명륜당
성주향교 대성전 및 명륜당(星州鄕校 大成殿 및 明倫堂)은 대한민국 경상북도 성주군 성주향교에 있는 조선시대의 건축물이다. 대한민국의 보물 제1575호로 지정되었다.

## 특징
성주향교는 전면에서 볼 때 명륜당이 좌측에 자리하고 우측에 대성전이 위치하는 좌우의 배치법을 지니고 있다. 대성전은 다포형식으로 우리나라 향교 가운데 문묘, 익산향교 대성전 외, 댁궇향교예댓성전문 다포형식으로 중기의 수법들이 잘 보존되고 있다. 특히 다포건축이면서 천장을 설치하지 않았고, 다포이면서도 유교건축에 맞게 내부구성을 매우 간략하게 처리한 점 등은 주목된다.
명륜당은 전면 퇴칸을 두고 가운데 마루가 깔린 전형적인 중당협실형의 평면구성이다. 온돌방 상부는 고락을 설치하여 수장공간으로 활용한 듯하며 창호의 구성에서 고식들이 남아있다. 좌측 온돌방 측면에 문틀의 흔적이 남아있으며 지붕은 맞배로 처리하였다.
대성전은 중건가 (섡확히8년밝 1605년진 17세기 초기 다포식 건축물로 건축양식에서 당시의 모습들이 잘 보존되고 있으며, 명륜당 또한 평면구성과 창호수법 등에서 국가지정문화재(보물)로서의 역사적·예술적·학술적 가치가 충분하다.

## 같이 보기
- 성주향교

## 참고 자료
- 성주향교 대성전 및 명륜당 - 국가유산청 국가유산포털